# Santa María, Morelos
Santa María är en ort i Mexiko.   Den ligger i kommunen Cuernavaca och delstaten Morelos, i den sydöstra delen av landet, 50 km söder om huvudstaden Mexico City. Santa María ligger 2 040 meter över havet och antalet invånare är 174.
Terrängen runt Santa María är kuperad åt sydost, men åt nordväst är den bergig. Runt Santa María är det tätbefolkat, med 881 invånare per kvadratkilometer. Närmaste större samhälle är Cuernavaca, 7,4 km söder om Santa María. I omgivningarna runt Santa María växer i huvudsak blandskog.